# 3rdeyegirl
3rdeyegirl est un groupe de funk rock américain, originaire de Minneapolis, dans le Minnesota. Formé en 2013 par Prince, le trio est composé de la batteuse américaine Hannah Ford, de la guitariste canadienne Donna Grantis et de la bassiste danoise Ida Nielsen,.

## Biographie
Dans un souci d'évolution de sa production, Prince auditionne un trio rock féminin amateur en décembre 2012. Ils décident de travailler ensemble, à l'origine en studio, puis annoncent « une année 2013 explosive ». Simultanément on voit l'ouverture d'un nouveau site internet officiel et de pages YouTube, Facebook et Twitter du même nom, ce qui semble d'ailleurs en contradiction avec les déclarations de Prince quelques mois plus tôt puisqu'il affichait son rejet d'Internet et des réseaux de partage en ligne.
Le site en ligne proposera de nombreux titres à la vente, des clips, des vidéos promotionnelles en studio, des images et les dates de concerts (voir: vidéographie de Prince et singles de Prince). C'est un retour progressif de Prince dans le circuit de distribution de l'industrie du disque. Un retour entamé dès 2012 avec son premier clip depuis 3 ans.
Le style musical de Prince et 3rdeyegirl est plutôt orienté rock et funk durs. Contrairement aux précédents enregistrement studio de Prince qui le voyaient jouer simultanément de nombres instruments, en particulier des syntétiseurs (le « Minneapolis sound »), le travail avec le groupe est comparable à celui une formation rock classique (deux chanteurs, deux guitares, basse, batterie et claviers) qui jouerait en direct dans le studio, et le son est basé sur le jeu des guitares électriques, très mises en avant. Le résultat est proche du son de l'album Chaos and Disorder, mais 3rdeyegirl est traité sur un pied d'égalité avec Prince, qui se met en retrait sur plusieurs morceaux (Comme il l'avait déjà fait avec Vanity 6, Apollonia 6, The Time, The Family (en) ou Bria Valente ainsi que sur l'album Graffiti Bridge), la principale nouveauté venant de ce que le groupe est crédité sur tous les titres.
Durant le mois de janvier 2013, Prince réalise plusieurs concerts d'échauffement et de préparation à Minneapolis, avant de lancer une tournée avec le groupe (voir:Live Out Loud Tour). Le rock apparaît prédominant entre de nouveaux titres et d'anciens classiques de Prince. Cette tournée a plus pour but de roder la dynamique de groupe, d'où le choix de petites salles avec peu de places disponibles. La tournée s'achève sur des rumeurs autour d'un album.
Une seconde tournée en 2014, Hit and Run Tour est ainsi nommée en raison de son organisation : peu de concerts, peu de place, peu de promotion. En 2014 encore, Prince publie plusieurs nouveaux titres et confirme une sortie d'album imminente. À la surprise générale, il est annoncé que Prince vient de signer à nouveau chez Warner Bros en mai 2014, près de vingt ans après avoir quitté ce label en forts mauvais termes. Deux albums, l'un qui est la suite logique de son travail avec le groupe, Plectrum Electrum, l'autre enregistré en solo, Art Official Age, sortent en septembre 2014.
Le lancement des albums sera accompagné par un concert dans les studios de Paisley Park diffusé sur le net.

## Membres
- Prince - chant, guitare, piano
- Hannah Ford - batterie, chant
- Ida Nielsen - basse
- Donna Grantis - guitare, chant

## Discographie
| Année   | Titre                                                                     | Meilleure position | Meilleure position | Meilleure position | Meilleure position | Meilleure position | Meilleure position | Meilleure position | Meilleure position | Meilleure position | Meilleure position | Récompenses |
| Année   | Titre                                                                     | É-U.               | AUS                | AUT                | CAN                | ALL                | P.-B               | NOR                | SUE                | SUI                | R-U.               | Récompenses |
| Sources | Sources                                                                   | [ 8 ]              |                    | [ 9 ]              | [ 10 ]             | [ 11 ]             | [ 12 ]             | [ 13 ]             | [ 14 ]             | [ 15 ]             | [ 16 ]             | ,           |
| 2014    | Plectrum Electrum - Sorti: 30 septembre 2014 - Label: Warner Bros Records | 1                  | 33                 | —                  | —                  | 5                  | —                  | —                  | —                  | 50                 | 11                 |             |